# Montreuil-le-Chétif
Montreuil-le-Chétif – miejscowość i gmina we Francji, w regionie Kraj Loary, w departamencie Sarthe.
Według danych na rok 1990 gminę zamieszkiwało 291 osób, a gęstość zaludnienia wynosiła 20 osób/km² (wśród 1504 gmin Kraju Loary, Montreuil-le-Chétif plasuje się na 990. miejscu pod względem liczby ludności, natomiast pod względem powierzchni na miejscu 800.).